# ميروسلاف ميلوتينوفيتش
ميروسلاف ميلوتينوفيتش هو لاعب كرة قدم بوسني في مركز الدفاع، ولد في 1 فبراير 1985 في زفورنيك في البوسنة والهرسك. لعب مع نادي فويفودينا وهايدوك كولا.